# Helmut K. Anheier

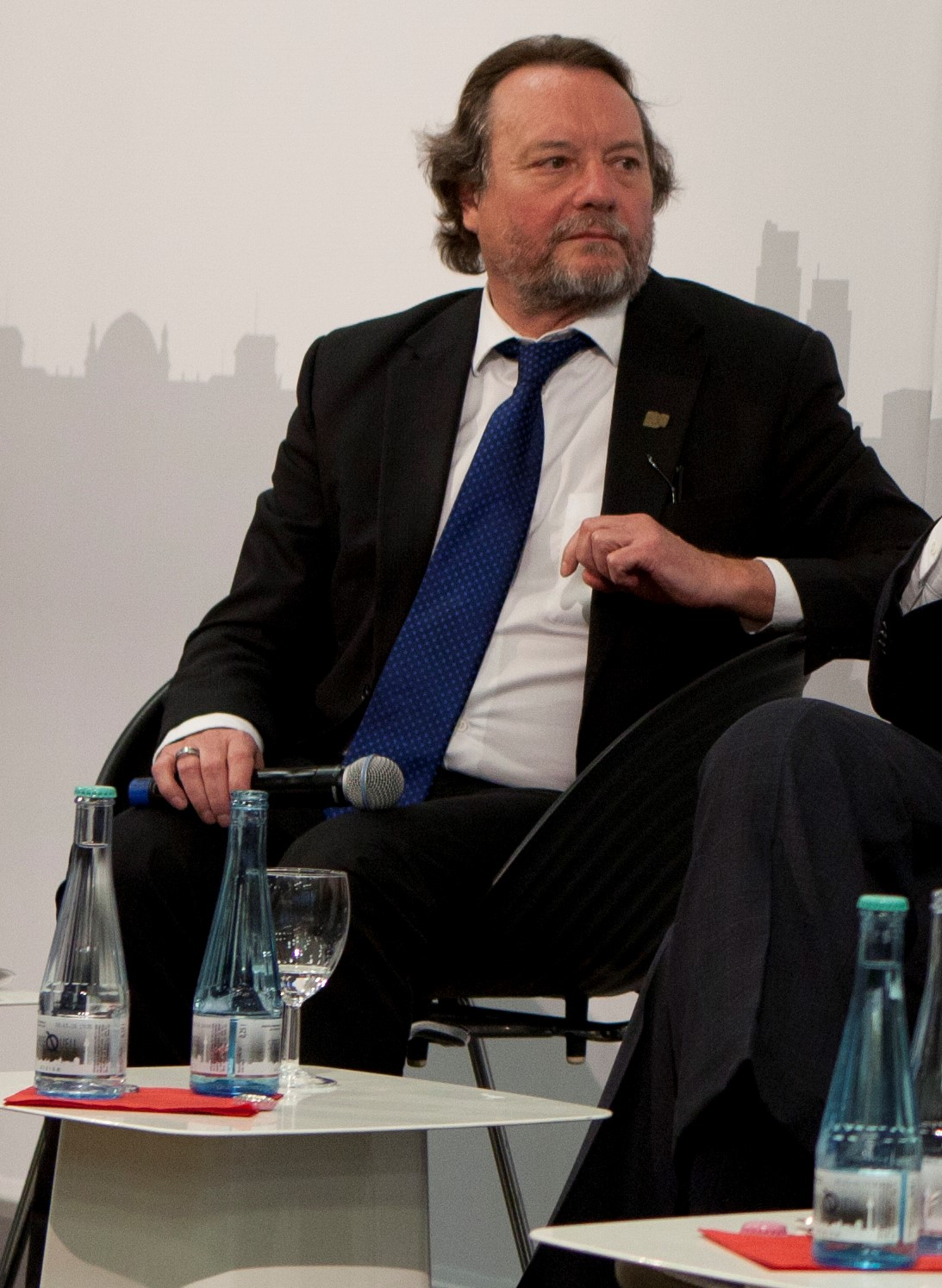
Helmut K. Anheier (2016)

Helmut K. Anheier (* 4. Januar 1954) ist deutsch-amerikanischer Professor der Soziologie und ehemaliger Präsident der Hertie School in Berlin. Bis September 2019 war er gleichzeitig ein Lehrstuhlinhaber am Max Weber Institut für Soziologie der Universität Heidelberg, wo er außerdem als wissenschaftlicher Direktor des Centrum für soziale Investitionen und Innovationen tätig war. Anheiers Forschungsschwerpunkte sind Zivilgesellschaft, soziale Innovationen, Organisationstheorie, Governance und Policy-Forschung und sozialwissenschaftliche Methoden und Indikatoren.

## Biografie
Anheier studierte Soziologie und Wirtschaftswissenschaften an der Universität Trier (1976–80) und erhielt einen MA, MPhil und PhD an der Yale University (1981, 1982, 1986). In Yale studierte er unter Juan Linz, Paul DiMaggio, Walter W. Powell, Scott A. Boorman und Charles Perrow und beschäftigte sich insbesondere mit sozialer Netzwerkanalyse und Organisationssoziologie. Außerdem war er wissenschaftlicher Mitarbeiter am dortigen Programm on Nonprofit Organizations, wo er vergleichende Arbeiten zu den Themen Gemeinnützigkeit, Philanthropie und NGOs durchführte. Anheiers Dissertation war einer der ersten Arbeiten, die komparative Blockmodel-Analysen auf die institutionelle Entwicklung auf Grundlage von Feldforschung in Nigeria, Senegal und Togo (1983-4) anwandt. Als Teil eines DFG-Projektes an der Universität Köln forschte er Mitte der 1980er Jahre über den informellen Wirtschaftssektor und das Innovationsverhalten von Kleinunternehmern in Nigeria und Ghana.
Im Jahr 1986 wurde Anheier Assistenzprofessor für Vergleichende Soziologie und Methoden an der Rutgers University. 1988 wechselte er als Social Affairs Officer an die Vereinten Nationen und arbeitete für den International Narcotics Control Board zu statistischen Schätzungen zur weltweiten Nachfrage und zum Angebot von kontrollierten Narkotika. Als er 1990 an die Rutgers University zurückkehrte, wurde er zudem Co-Direktor des Comparative Nonprofit Sector Projekts an der Johns-Hopkins-Universität. Dieses Projekt war eines der größten sozialwissenschaftlichen Projekte der 90er Jahre und untersuchte die ökonomische und soziale Relevanz von Nonprofit Organisationen. Im Jahr 1998 wurde Anheier erst Reader dann Centennial Professor (2001–2016) an der London School of Economics and Political Science ernannt. Gemeinsam mit seinen Mentoren Ralf Dahrendorf und Anthony Giddens gründete und leitete er dort das Center for Civil Society, welches sich insbesondere mit der Rolle und dem Potential der europäischen Zivilgesellschaften beschäftigte. Anheier nahm 2011 einen Ruf als Professor für Public Policy and Social Welfare an der University of California an. Hier gründete er erneut ein Center for Civil Society, jedoch diesmal mit Fokus auf Philanthropie und Globalisierung. Während seiner Beurlaubung von der University of California übernahm er ab 2006 die wissenschaftliche Direktion des Centrum für soziale Investitionen und Innovationen an der Universität Heidelberg. Etwas später wurde er Lehrstuhlinhaber für Soziologie am Max Weber Institut der Universität Heidelberg, bevor er 2009 zusätzlich die Aufgabe als wissenschaftlicher Leiter der Hertie School of Governance in Berlin übernahm.
Anfangs publizierte Anheier größtenteils im Bereich der vergleichenden Soziologie und der sozialen Netzwerkanalyse. Ab den 90er Jahren veröffentlichte er mehr im Bereich der Nonprofit Organisationen und Zivilgesellschaft, auch mit einem Fokus auf Organisation und Managementfragen. Seit 2010 arbeitet er größtenteils in drei Bereichen: die Rolle philanthropischer Stiftungen, soziale Innovationen und Governance-Forschung (hier insbesondere Governance-Indikatoren).
Insgesamt veröffentlichte Anheier rund 450 akademische Publikationen, darunter Artikel in internationalen Top-Journals für Soziologie und angewandten Sozialwissenschaften. Sein Textbuch Nonprofit Organizations gilt als Standardwerk in diesem Bereich und hat den Preis als „bestes Buch“ der American Academy of Management gewonnen. Auch für seine Arbeiten zur Zivilgesellschaft und Philanthropie erhielt er nationale und internationale Preise. Jedoch nicht nur diese Bücher, sondern auch der Band "When Things go Wrong" (Sage) und die Global Studies Encyclopedia (mit Mark Juergensmeyer, Sage) wurden zur Referenzbüchern für Universitäten in den USA in Europa. Aktuelle Publikationen beinhalten Sondernummern von Zeitschriften über hybride Organisationen und soziale Innovationen und US-Philanthropie (Brookings Press).
Anheier wirkte durch Veröffentlichungen, wie jener zur "Social origins theory" (mit Lester Salamon), zur "Law on Nonprofit Complexity" oder der "kreativen Philanthropie" (mit Diana Leat) entscheidend bei der konzeptionellen und methodischen Gründung der Nonprofit- und Zivilgesellschaftsforschung mit. Er war einer der Begründer der ISTR (International Society for Third-Sector Research), initiierte das United Nations Handbook on Nonprofit Institutions als Teil der volkswirtschaftlichen Gesamtrechnung, gründete drei wissenschaftliche Zeitschriften, Voluntas, Journal of Civil Society und Global Perspectives und mehrere Bücherserien (u. a. The Culture and Globalization Series Vol. 1–5 (Sage); Global Civil Society (Oxford), Hertie School of Governance Reports (Oxford University Press)).
Anheier hat sowohl die deutsche als auch die amerikanische Staatsbürgerschaft und ist verheiratet mit der Künstlerin und Designerin Emilie Birlo-Anheier.

## Publikationen (Auswahl)
- Helmut K. Anheier. Stiftungen in Deutschland 1: Eine Verortung. Springer VS, Wiesbaden (2017). ISBN 978-3658133689
- Helmut K. Anheier. Stiftungen in Deutschland 2: Wirkungsfelder. Springer VS, Wiesbaden (2017). ISBN 978-3658117504
- Helmut K. Anheier. Stiftungen in Deutschland 3: Portraits und Themen. Springer VS, Wiesbaden (2017). ISBN 978-3658133832
- Helmut K. Anheier. Nonprofit Organizations: Theory, Management and Policy. 2nd edition, fully revised and expanded. New York, NY, London: Routledge (2014).
- David Hammack and Helmut K. Anheier Foundations and American Society. Washington DC: The Brookings Institution Press (2009).
- Helmut K. Anheier. Nonprofit Organizations: Theory, Management and Policy. New York, London: Routledge (2nd edition; fully revised and expanded, 2010).
- Helmut K. Anheier and Diana Leat. Creative Philanthropy. New York, London: Routledge (2006).
- Helmut K. Anheier and Regina List. International Dictionary of Nonprofit and Nongovernmental Organizations. London: Taylor & Francis (2005).